# Oued Beht
Oued Beht è un sito archeologico situato vicino a Khemisset, in Marocco, noto per essere il più antico e grande complesso agricolo dell'Africa settentrionale al di fuori della Valle del Nilo. Scoperto nel corso di una missione congiunta italo-marocchina, il sito offre una nuova prospettiva sul ruolo del Maghreb nell'evoluzione delle società complesse del Mediterraneo e dell'Africa occidentale durante il Neolitico.

## Storia della scoperta
La scoperta del sito di Oued Beht è avvenuta nell'ambito del Progetto Archeologico Oued Beht, Obap, avviato nel 2021 e realizzato grazie alla collaborazione tra l'Istituto Nazionale di Archeologia e Scienze del Patrimonio del Marocco, il Consiglio Nazionale delle Ricerche italiano, l'Università di Cambridge e l’Associazione Internazionale di Studi sul Mediterraneo e l’Oriente. La missione, co-diretta da Giulio Lucarini, Cyprian Broodbank e Youssef Bokbot ha portato alla luce un insediamento datato tra il 3400 e il 2900 a.C., estendendosi su circa dieci ettari, una dimensione comparabile a quella della città greca di Troia nell'età del bronzo.

## Sito archeologico
Oued Beht rappresenta un'importante testimonianza della presenza di società agricole complesse nella regione. Le ricerche condotte hanno rivelato una ricchezza straordinaria di resti vegetali e animali, principalmente di specie domesticate, oltre a una grande varietà di manufatti, tra cui ceramiche policrome e strumenti in pietra levigata. È stato inoltre rinvenuto un sistema di fosse di stoccaggio, evidenziando l'organizzazione economica e agricola della comunità. La posizione strategica del sito, situato tra il deserto del Sahara e lo Stretto di Gibilterra, suggerisce che Oued Beht fosse un importante punto di passaggio per flussi di persone e merci tra Africa ed Europa durante l'era neolitica. Questo sfida l'idea di un Maghreb isolato, dimostrando invece il suo ruolo cruciale nello sviluppo di reti commerciali e culturali.

## Ricerca archeologica
La scoperta di Oued Beht è considerata un punto di svolta per l'archeologia nordafricana e mediterranea, poiché illumina un periodo poco conosciuto della preistoria, spesso definito "silenzioso". Mentre altre regioni del Mediterraneo hanno visto significativi sviluppi sociali, la tarda preistoria del Maghreb era stata meno esplorata. Le ricerche in corso mirano a colmare questa lacuna, contribuendo a una comprensione più completa delle dinamiche sociali e tecnologiche dell'epoca. Il sito di Oued Beht non solo arricchisce la storia dell'insediamento agricolo nel Maghreb, ma rappresenta anche un'importante risorsa per comprendere le origini delle pratiche agricole e la loro diffusione in Africa e oltre. La missione archeologica continua a offrire nuovi spunti di ricerca, confermando il valore storico e culturale di questa area del Marocco.